# Eckersbergsgade
Eckersbergsgade er en gade i Kartoffelrækkerne mellem Øster Søgade og Øster Farimagsgade i København, opkaldt efter maleren Christoffer Wilhelm Eckersberg (1783–1853). Eckersberg var en central skikkelse i dansk kunst og er kendt som "den danske malerkunsts fader" samt en af de største lærere i dansk kunsthistorie.
Han blev født i Sønderjylland og viste tidligt talent for kunst. Efter at have modtaget undervisning i Åbenrå og senere på Det Kongelige Danske Kunstakademi i København, rejste han til Paris og Rom, hvor han udviklede sin malerstil. Hans værker inkluderer portrætter, landskaber og søstykker, hvoraf flere regnes blandt højdepunkterne i guldalderkunsten.
Som professor ved Kunstakademiet fra 1818 havde Eckersberg stor indflydelse på danske kunstnere som Købke og Marstrand. Han var en af de første til at indføre studier af kvindelige nøgne modeller i dagslys, hvilket førte til hans berømte maleri "En nøgen kvinde set fra ryggen, der sætter sit hår foran et spejl".
Eckersberg døde i 1853 under koleraepidemien, der senere inspirerede til dannelsen af Arbejdernes Byggeforening og opførelsen af Kartoffelrækkerne, hvor Eckersbergsgade nu ligger.